# 2,4-Dinitroanisol
2,4-dinitroanisol (1-methoxy-2,4-dinitrobenzen, DNAN, C7H6N2O5) je výbušnina s velmi nízkou citlivostí k nežádoucí náhodné detonaci (IHE) se středně velkou explozivní silou. Má veliký význam pro svoji schopnost být odlévána, což je mezi cenově dostupnými necitlivými výbušninami vzácné až jedinečné. Tvoří především základ náplní moderní dělostřelecké munice ve směsích s NTO, RDX a jinými výbušninami ve směsích s názvem IMX-101, MCX-6100 apod. Samotný DNAN je méně citlivý než TNT a nelze jej iniciovat obvyklými rozbuškami (no. 8). Pevný DNAN se vyskytuje ve formě žlutých krystalků.
Hustota pevného DNAN je 1,336 g·cm−3, teplota tání DNAN je necelých 95 °C. DNAN lze připravit např. reakcí methoxidu sodného s 1-chlor-2,4-dinitrobenzenem. Detonační rychlost litého DNAN je 5,59 km/s a detonační tlak Pcj je 95 kbar